# مری کام (فیلم)
مری کام (به هندی: Mary Kom) فیلمی است محصول سال ۲۰۱۴ و به کارگردانی اومانگ کومار است. در این فیلم بازیگرانی همچون پریانکا چوپرا، دارشان کومار، سانیل تاپه ایفای نقش کرده‌اند.